# Čičmany
Čičmany (em húngaro: Csicsmány) é um município da Eslováquia, situado no distrito de Žilina, na região de Žilina. Tem 25,61 km² de área e sua população em 2018 foi estimada em 129 habitantes.

## Demografia
| Ano:        | 1994 | 2004    | 2014    | 2024    |
| ----------- | ---- | ------- | ------- | ------- |
| Broj ljudi: | 281  | 204     | 152     | 124     |
| Razlika:    |      | -27,40% | -25,49% | -18,42% |

| Ano:               | 2023 | 2024   |
| ------------------ | ---- | ------ |
| Número de pessoas: | 121  | 124    |
| Diferença:         |      | +2,47% |